# Емілі Махнов
Емілі Махнов (швед. Emy Machnow, 1 вересня 1897 — 23 листопада 1974) — шведська плавчиня.
Призерка Олімпійських Ігор 1920 року.